# Бильшовский, Альфред
Альфред Бильшо́вский (нем. Alfred Bielschowsky; 11 декабря 1871, Намслау — 5 января 1940, Нью-Йорк) — немецкий медик, профессор офтальмологии, тайный медицинский советник. Считается одним из наиболее известных исследователей косоглазия в XX веке.

## Биография
Альфред Бильшовский родился в еврейской семье. Окончив королевскую гимназию в Глаце, изучал медицину в Берлинском, Гейдельбергском, Бреславльском и Лейпцигском университетах. Ученик профессора Губерта Затлера в Лейпцигской глазной клинике. В этот период у Бильшовского сложились прочные дружеские отношения с коллегой Эмилем Крюкманом. В 1900 году Бильшовский получил право преподавания на медицинском факультете Лейпцигского университета и специализировался на офтальмологии. В 1907 году написал свой самый главный труд — «Нарушения подвижности глаз в соответствии с новейшими исследованиями», вошедший в «Учебник общей офтальмологии» Альбрехта фон Грефе и Теодора Земиша. После этого был назначен экстраординарным профессором.
В 1912 году Бильшовский был приглашён преподавать на кафедре офтальмологии медицинского факультета Марбургского университета. Во время Первой мировой войны посвятил себя лечению тяжелораненых и ослепших солдат. В 1915 году офицер запаса организовал в Марбурге госпиталь на 36 коек, где лечились солдаты, ослепшие от разрыва гранат и отравляющих газов. Блишовский быстро осознал, что одного медицинского восстановления недостаточно. Он поручил своему студенту Карлу Штрелю обучать ослепших солдат азбуке Брайля. Бильшовский, Штрель и другие влиятельные лица в Берлине учредили Союз слепых академиков Германии, современный Германский союз учащихся и работающих слепых и инвалидов по зрению. За свою работу Бильшовский был награждён генерал-фельдмаршалом Паулем фон Гинденбургом Железным крестом, а император Вильгельм II присвоил ему звание тайного медицинского советника.
В 1923—1924 годах Бильшовский являлся преподавателем и директором глазной клиники Бреславльского университета, ушёл в отставку 30 сентября 1934 года по собственному желанию в связи с антисемистскими выступлениями студентов и после того, как его имя было вычеркнуто из списка издателей архива по офтальмологии Альбрехта фон Грефе и Центрального журнала по общей офтальмологии. Политические перемены заставили Бильшовского продолжить преподавательскую карьеру в США, где Бильшовский получил признание за свои заслуги в науке и дидактике. В 1937 году в Нью-Гэмпшире под Бильшовского был открыт Дартмутский институт, где Бильшовский вёл исследования и преподавал вплоть до своей смерти. Похоронен на кладбище Дартмутского колледжа. В честь Альфреда Бильшовского назван тест с наклоном головы при парезе блокового нерва.